# Arbetsrätt
Arbetsrätt, den del av lagstiftningen som reglerar förhållandet mellan arbetsgivare och arbetstagare.

## Arbetsrättsmodeller

### Amerikanska modellen
Amerikansk arbetsrätt består av ett antal delstatliga och federala lagar. Den federala lagstiftningen utgör grunden för fackliga rättigheter i den privata sektorn, och åsidosätter delstatlig och lokal lagstiftning inom området. Den federala lagstiftningen erkänner även vissa begränsade rättigheter för anställda inom den federala regeringen. Dessa federala lagar gäller dock inte anställda inom delstatsregeringarna, jordbruksarbetare eller hushållsarbetare; dessa gruppers rättigheter regleras av delstatlig lagstiftning.

### Anglosachsiska modellen
Den anglosachsiska företräds av Storbritannien och Irland och bygger i högre utsträckning på domstolspraxis än lagstiftning och kollektivavtal har ingen juridiskt bindande status.

### Kontinentala modellen
Den kontinentala arbetsrättsmodellen syftar på kontinentala Europa och representeras av bland andra Tyskland och Frankrike. Den karaktäriseras av att staten och lagstiftning står i centrum, även om avtal på arbetsmarknaden också spelar roll.

### Nordiska modellen
Svensk, och nordisk, arbetsrätt bygger till stor del på kollektivavtal. Sverige har till exempel ingen lagstadgad minimilön, utan förutsätter att det finns ett kollektivavtal som sätter en skälig minimilön.
De arbetsrättsliga lagar som existerar i Sverige idag är i stor utsträckning ett resultat av initiativ från LO under tidigt 1970-tal, och utarbetades av de dåvarande socialdemokratiska regeringarna. Som ett resultat trädde ett stort antal lagar i kraft under mitten och slutet av 1970-talet; exempel inkluderar Medbestämmandelagen, Lagen om anställningskydd och Förtroendemannalagen. Anhängare av dessa lagar hävdar att de har demokratiserat svensk arbetsmarknad, medan kritiker säger att de gjort arbetsmarknaden byråkratisk och stel vilket lett till dålig sysselsättningsutveckling.
Under 1930-talet befästes kollektivavtalsprincipen i Sverige på arbetarsidan genom Saltsjöbadsavtalet (1938) och på tjänstemannasidan genom att 1936 års lag om förenings- och förhandlingsrätt endast var ägnad att främja frivilliga förhandlingar till skillnad från de förslag om en särskild tjänstemannalag som var tänkt att innehålla regler om sjuklön mm. Däremot kom en tjänstemannalag till stånd i Danmark, funktionærloven (1938).
Vid tvister om arbetsrättens tillämpning i frågor som rör parter bundna av kollektivavtal drivs frågorna i Sverige till arbetsdomstolen, som är en partsdomstol, till skillnad från tvister som rör parter som inte är anslutna till samma kollektivavtal. Dessa tvister handläggs istället av tingsrätten i första hand.
Den svenska modellen är en variant av den nordiska modellen. Det är vanligare att staten intervenerar i avtalsrörelserna i Danmark (medlingsförslag upphöjs inte sällan till lag), Norge och Finland än i Sverige där det är mycket sällsynt. Vidare är konfliktfrekvensen avsevärt lägre i Sverige än i de andra nordiska länderna.

### Europeisk arbetsrätt
Europeiska unionens arbetsrätt är en del av europeiska unionsrätten och utgörs av Europeiska unionens fördrag, lagstiftning, rättspraxis, internationella avtal och andra akter som har antagits gemensamt av medlemsstaterna. Majoriteten av EU:s arbetsrättsliga regler utgörs av EU-direktiv. EU-arbetsrätten präglas i hög grad av EU:s tidiga medlemsstater, vars arbetsrättsliga modeller brukar kallas den kontinentala, den anglosachsiska och den nordiska (ibland lägger man även till den sydeuropeiska). De skiftande modellerna har gett upphov till vissa svårigheter att harmonisera arbetsrätten inom EU eftersom det inte finns något gemensamt system att utgå från.
EU-arbetsrättens utformning har skiftat avsevärt sedan Romfördraget 1958, men den generella utvecklingen har gått mot mer omfattande reglering på EU-nivå och en ökad harmonisering medlemsstaterna emellan. Vissa forskare har indelat den arbetsrättsliga utvecklingen i olika perioder: 1958-1972 med fri rörlighet, 1972-1980 där socialpolitiken var central, 1980-1987 med en stagnation i socialpolitiken, 1987 till Maastrichtfördraget och ett särskilt avtal om socialpolitik 1992, till Amsterdamfördraget 1999, till Nicefördraget och rättighetsstadgan 2003 samt till Lissabonfördraget 2009.